# Правда о девятой роте
«Правда о девятой роте» — российская компьютерная игра в так называемом «документальном» жанре.
Проект представляет собой интерактивную реконструкцию исторического боя, происходившего в ночь с 7 на 8 января 1988 года в южном Афганистане между бойцами девятой роты 345-го отдельного парашютно-десантного полка и отрядами душманов. В ходе специального расследования, проведённого Дмитрием «Goblin» Пучковым, стали известны детали военной операции «Магистраль» и реальные обстоятельства боя на высоте 3234. Игра воссоздаёт ту кровопролитную схватку. Горный ландшафт был смоделирован на основе спутниковой съёмки, а детали произошедшего уточнены у самих бойцов.
Игроку, оказавшемуся в центре событий, предстоит самому увидеть битву и повторить подвиг тридцати девяти советских десантников, державших оборону против нескольких сотен душманов. Шутер от первого лица предполагает последовательное перевоплощение то в одного, то в другого участника боя, что позволит создать представление о случившемся.
Разработкой занималась студия Extreme Developers, продюсировала проект студия Андрея Кузьмина KranX Productions, а издала игру фирма «1С». Идейным лидером и вдохновителем разработки являлся Дмитрий Пучков.

## Игровой процесс
Игра состоит из семи эпизодов, воссоздающих ключевые моменты боя за высоту 3234. В каждом эпизоде перед игроком поставлены те же боевые задачи, которые выполнялись защитниками высоты. Эпизоды следуют друг за другом в соответствии с ходом событий, имевшим место во время боя.

### «Неприступный „Утёс“»7 января, 16:00-16:30
Роли: Александров Вячеслав Александрович, гвардии младший сержант, командир расчёта станкового пулемёта НСВ-12,7 «Утёс»
Обстановка
Массированный обстрел высоты из РС (реактивные снаряды) и миномётов закончился. Разрывом РС убит радист группы корректировщика, ефрейтор Андрей Федотов. Личный состав первого взвода покидает безопасную при обстреле зону и возвращается на позиции.
Боевая задача, воссозданная в игре
В роли младшего сержанта Вячеслава Александрова игроку предстоит отразить первую атаку «духов» с неожиданного направления. Оружие и снаряжение: пулемёт НСВ-12,7 «Утёс».

### «Вторая атака»16:30
Роли: Цветков Андрей Николаевич, гвардии младший сержант
Обстановка
Прикрывая позиционные перемещения взвода, погибает младший сержант Александров. Главная огневая мощь обороняющихся — пулемёт «Утёс» — выведен из строя. Пользуясь рельефом местности и наступившей темнотой, «духи» пытаются перемещаться в район разбитого «Утёса», предполагая использовать это направление как плацдарм для последующей атаки на позиции первого взвода.
Боевая задача, воссозданная в игре
Не допускать скопления «духов» на участке оборонительных позиций, ослабленных потерей «Утёса».

### «Корректировка»20:43
Роли: Бабенко Иван Павлович, гвардии старший лейтенант, командир группы артиллерийской корректировки
Обстановка
Боезапас первого взвода на исходе. Иван Бабенко запрашивает прямой выход на командующего артиллерией 345-го полка. Батарея полка, расположенная в районе командного пункта батальона, открывает заградительный огонь по высоте. Малейшая ошибка корректировщика или расчёта может привести к гибели наших солдат. Фактически, корректировщик вызывает огонь на себя.
Боевая задача, воссозданная в игре
В роли Ивана Бабенко игрок управляет огнём расчёта батареи. Главная задача: корректируя огонь артиллерии, не допустить подхода «духов» к высоте, а также не допустить гибели своих солдат от разрывов нашей артиллерии. Оружие и снаряжение: бинокль БИ-8, свисток.

### «Ночной бой»22:00
Роли: Мельников Андрей Александрович, гвардии рядовой, пулемётчик
Обстановка
На высоту подходят второй и третий взводы. Подкрепления ведут: командир второго взвода девятой роты, старший лейтенант Рожков Сергей Владимирович и заместитель командира роты, старший лейтенант Ткачев Сергей Борисович. Понимая, что подошедшее подкрепление усилило оборону, «духи» пытаются менять тактику. Пользуясь полной темнотой, «духи» стараются скрытно приблизиться к позициям на максимально близкое расстояние для последующей стремительной атаки.
Боевая задача, воссозданная в игре
Задача игрока внимательно наблюдать за врагом, вовремя замечать и уничтожать группы духов, пытающихся прокрасться к позициям. Оружие и снаряжение: РПК, осветительные пиропатроны.

### «Снайпер»23:12
Роли: Муратов Нурмат Ниманович, гвардии рядовой, снайпер
Обстановка
Очередная атака на высоту захлебнулась. Основной удар принял на себя пулемётчик Андрей Мельников. Ценой собственной жизни он остановил очередную вылазку духов. «Духи» в очередной раз изменили тактику и приступили к планомерному обстрелу высоты из гранатомётов с дальних дистанций.
Боевая задача, воссозданная в игре
Задача игрока — уничтожить как можно большее количество гранатомётчиков, обстреливающих позиции на 3234. Оружие и снаряжение: Снайперская винтовка системы Драгунова (СВД).

### «Наши»0:30
Роли: Смирнов Алексей Николаевич, старший лейтенант
Обстановка
Командир разведроты третьего батальона, старший лейтенант Алексей Смирнов получает приказ выступать в район 3234. Разведывательная рота, в тяжёлых горных условиях, изнемогая под грузом двойного боекомплекта, бежит к 3234.
Боевая задача, воссозданная в игре
Игрок в роли старшего лейтенанта Смирнова наравне с рядовыми и сержантами разносит боекомплекты по позициям на 3234 и участвует в бою за высоту. Оружие и снаряжение: АКС-74 с подствольным гранатомётом ГП-25.

### «Последний штурм»8 января, 3:00
Роли: Ткачев Сергей Борисович, старший лейтенант; Рожков Сергей Владимирович, старший лейтенант
Обстановка
Начинается последняя, по свидетельствам ветеранов, самая ожесточённая, двенадцатая атака на высоту. Озверевшие от упорства наших солдат «духи» идут в атаку сквозь минные поля. От разрыва гранаты погибает младший сержант Владимир Криштопенко, получает тяжёлое ранение младший сержант Андрей Цветков.
Боевая задача, воссозданная в игре
В роли старшего лейтенанта Сергея Ткачева игроку предстоит управлять действиями наших солдат. Главная задача — не допустить захвата 3234.

## Особенности
По заявлениям разработчиков, в игре были учтены следующие особенности:
- Реконструкция всех перипетий боя, основанная на информации, собранной в процессе расследования Д. Ю. Пучкова. Информация собрана на основе встреч с участниками боя на 3234.
- «Коллективный» игровой процесс от первого лица — задачи участников боя взаимосвязаны — игрок в рамках одного игрового эпизода может увидеть бой глазами разных участников, что позволяет понять логику войны: выполняешь свою задачу плохо — подводишь своего товарища.
- Реалистичная механика боя с применением аутентичного советского оружия, а также соответствие игровых целей боевым задачам, поставленным перед десантниками девятой роты в 1988 году.
- Участники боя воплощены с портретным сходством и похожи на реальных солдат в реальных условиях.
- Визуальное и звуковое воплощение битвы: взрывы реактивных снарядов и мин, свист пуль, вспышки осветительных снарядов, дрожащая от разрывов тяжёлой артиллерии земля, крики раненых и угрозы наступающих.
- Реконструкция ландшафта высоты 3234 и окрестностей, произведённая на основе спутниковой съёмки и трёхмерной ландшафтной модели. Рельеф утверждён участниками боя.
- Энциклопедический объём информации — общая информация об Афганской войне, о значении боя на высоте 3234 в контексте известной операции «Магистраль», информация об участниках боя, фотографии реликвий боя, анализ ситуации боя на высоте 3234 профессиональными военными.

## Критика
| Русскоязычные издания | Русскоязычные издания |
| Издание               | Оценка                |
| --------------------- | --------------------- |
| 3DNews                | 5,5/10                |
| Absolute Games        | 35/100                |
| PlayGround.ru         | 7,4/10                |
| «Игромания»           | 6,5/10                |
| «НИМ»                 | без оценки            |

Игра получила неоднозначную оценку от игровых сайтов. Игровой портал Absolute Games поставил оценку «Правде о девятой роте» «плохо» (35 % из 100 %), указав на некоторое количество серьёзных недостатков в игре.
22 февраля 2008 года состоялась презентация компьютерной игры «Правда о девятой роте» на круглом столе «Компьютерные игры как новый фактор воспитания» в рамках XII Всемирного русского народного собора в Москве. Директор программ Собора Роман Силантьев отметил, что, игры, подобные этой, «не только воспитывают в молодых людях патриотизм, но и дают объективные знания по военному делу, истории, географии». Он подчеркнул, что в рамках игры точно воспроизводятся боевые действия, при этом, согласно правилам, воевать в игре можно только за одну сторону.